# Cantón de Neuillé-Pont-Pierre
El cantón de Neuillé-Pont-Pierre era una división administrativa francesa, que estaba situada en el departamento de Indre y Loira y la región de Centro-Valle de Loira.

## Composición
El cantón estaba formado por diez comunas:
- Beaumont-la-Ronce
- Cerelles
- Charentilly
- Neuillé-Pont-Pierre
- Pernay
- Rouziers-de-Touraine
- Saint-Antoine-du-Rocher
- Saint-Roch
- Semblançay
- Sonzay

## Supresión del cantón de Neuillé-Pont-Pierre
En aplicación del Decreto n.º 2014-179 de 18 de febrero de 2014, el cantón de Neuillé-Pont-Pierre fue suprimido el 22 de marzo de 2015 y sus 10 comunas pasaron a formar parte del nuevo cantón de Château-Renault.